# Ferdinand Hundt
Ferdinand Hundt, seltener auch Ferdinand Hund, (* 2. Juli 1703 in Ebersbach bei Altshausen; † 28. Februar 1758 in Bruchsal) war ein deutscher Kunstschreiner. Er war einer der herausragenden Kunstschreiner und Zierratenschnitzer des deutschen Rokoko. Seine Arbeiten im Audienzzimmer der Würzburger Residenz gelten als stilprägend und unerreicht.

## Leben
Ferdinand Hundt wurde am 2. Juli 1703 in Ebersbach bei Altshausen geboren. Sein Vater war dort als Schreiner tätig, dessen Arbeiten für das Schiffsgestühl und eine Kanzel in der Klosterkirche Schussenried nachgewiesen sind. Er gab seinem Sohn Ferdinand wohl die erste Ausbildung.
Über die Lehr- und Wanderjahre Ferdinand Hundts ist bisher nichts Genaues bekannt, doch ist eine Verbindung nach Wien in Betracht zu ziehen. Er kam wahrscheinlich durch die Bekanntschaft zu Franz Benedikt Schlecht, der im Ebersbacher Nachbarort Altshausen aufgewachsen ist, nach Würzburg. Schlecht war ab 1720 als Kunstschreiner in der Residenz tätig und dort auch um 1736 mit Ausstattungsarbeiten in der sogenannten Zweiten Bischofswohnung betraut. Ferdinand Hundt tritt in den Protokollen ab 1735 in der Residenz Würzburg als ein Kunstschreiner in Erscheinung und ließ bereits 1736 mindestens neun Gesellen unter sich arbeiten. Im selben Jahr erlangte er seine Meisterwürde in Würzburg.
Er fertigte nach Entwürfen von Johann Rudolf Byss (1660–1738) für die Zweite Bischofswohnung und die Paradezimmer der Residenz hervorragende Gussmodelle für die vergoldeten Zinnornamente der Wanddekoration. Auch die Zierraten am Hauptportal der Schönbornkapelle in Würzburg stammen wohl von ihm.

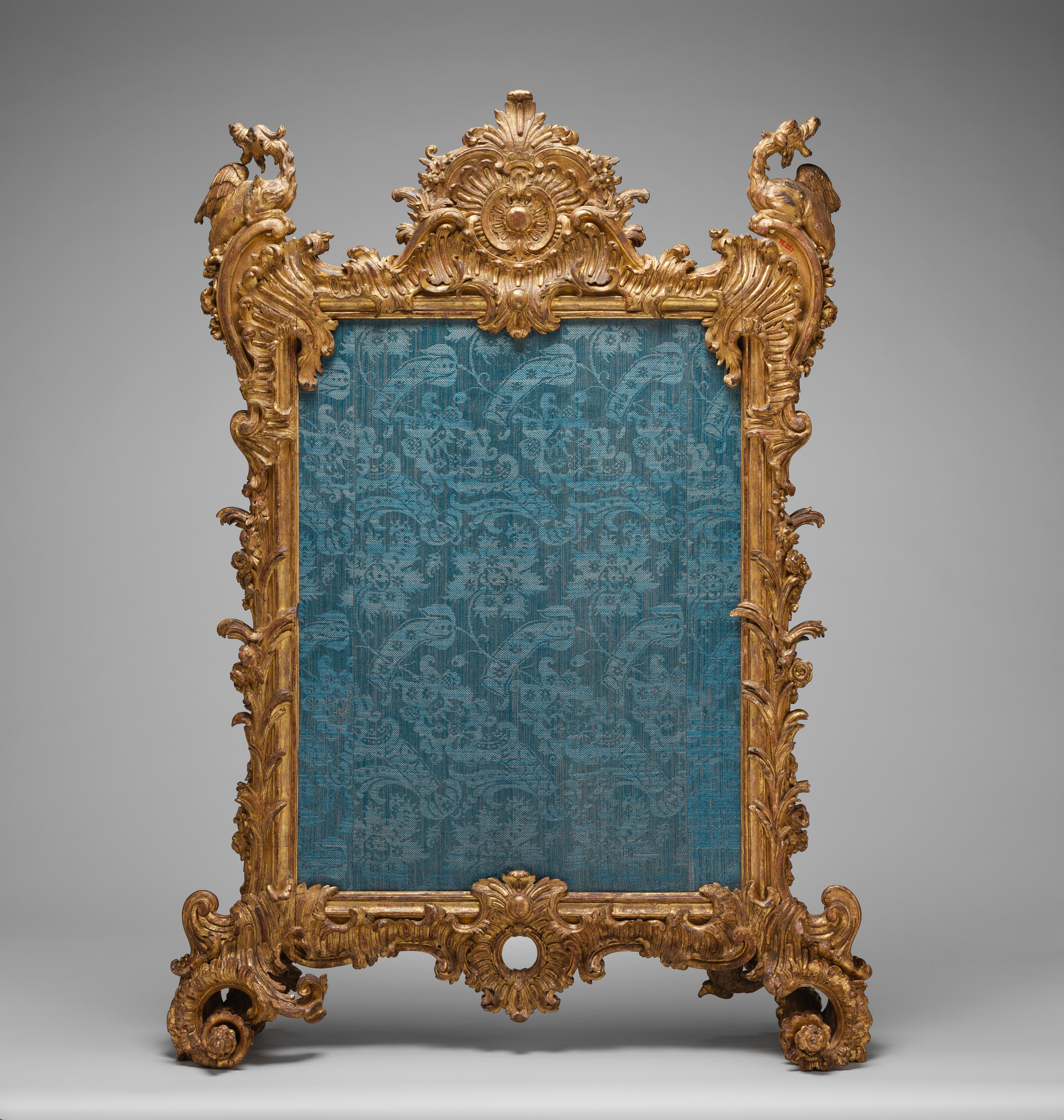
Ein Kaminschirm, um 1738, Würzburger Residenz, zugeschrieben Ferdinand Hundt, heute im MET

Da die Zweite Bischofswohnung der Würzburger Residenz dem sich wandelnden Zeitgeschmack zum Opfer fiel, ist nur Weniges erhalten geblieben. Aus dieser Zeit haben sich ein Kaminschirm, jetzt im Spiegelkabinett der Residenz, und ein weiterer, aufwendig gestalteter Kaminschirm im Metropolitan Museum of Art erhalten, die beide Hundt zugeschrieben werden.
Die 1740 erfolgte Raumausstattung im Audienzzimmer der Würzburger Residenz gilt als das Hauptwerk im künstlerischen Schaffen von Ferdinand Hundt. Das Ornamentschnitzwerk dieses Raumes gilt als eine der schönsten Schöpfungen, die der deutsche Rokoko hervorgebracht hat. Bei Sedlmeier/Pfister wird Ferdinand Hundt zudem als schöpferischer Ornamentiker beschrieben, „dessen Neigung zum wildbewegten, ‚tropfend‘ flüssigen Rocaille, zum Turbulenten, Rotierenden, wogenartig sich bewegenden, dabei palmettenartig, aber schon ganz unsymmetrisch Strahlenden im Würzburger Kunstkreis 1740 ganz ‚neuartig‘ ist“.
Ferdinand Hundt gilt vor allem als hochqualifizierter Zierraten-Schnitzer. Allgemein gebräuchlich sind die Begriffe Zierratenschnitzer oder Ornamentschnitzer, manchmal findet sich auch die Bezeichnung Zierratenschneider. Grundsätzlich wird dieses Handwerk der Bildhauerei zugeordnet. Die Grundqualifikation ist hierbei der Kunstschreiner, welcher auch als Ebenist für komplexe Möbel Marketerien entwirft und mit feinsten Furnieren ausführt. Für Ferdinand Hundt passt letztlich die Bezeichnung „Zierratenschnitzer“ am besten auf seine herausragende Arbeitsweise.
Eine andere von Ferdinand Hundt selbst entwickelte und ab 1740 im Audienzzimmer der Würzburger Residenz ganz neue Formensprache ist die frei bewegte Rocaille, quasi als eine Steigerung naturalistischer Formenvielfalt. Diese gestaltet sich bei Hundt quirlig und fast überschäumend, sich von einem Motiv in ein weiteres wandelnd, gleich dem Vorgang einer lebendigen, sich stetig verändernden Metamorphose.
Diese schöpferische Leistung in Entwurf und Ausführung durch Ferdinand Hundt ist bei Verena Friedrich für die Residenz Würzburg als der konsequente Stilwandel vom Regence hin zum Rokoko mit dem freien Rocaille-Ornament herausgearbeitet worden. Beginnend wohl im Venezianischen Zimmer findet dieser Prozess in der Ausstattung des Audienzzimmers seinen Höhepunkt.
Als charakteristisch für den von Ferdinand Hundt entwickelten Ornamentstil notiert Friedrich, man könne fast „an einen Unterschied im verwendeten Material glauben, so weich und geschmeidig, gleichzeitig in ihrer Form asymmetrisch und völlig unabhängig wirkend, sind die Rocaillen auf den Ecken der Lambrisrahmen in Würzburg. Es scheint fast, als habe Ferdinand Hundt die Modelle für seine Schnitzzieraten in einem plastischen Material, in Ton, Wachs, vielleicht auch in Stuck angefertigt“. Gleichzeitig integriert Ferdinand Hundt die ihm vertrauten vegetabilen Formen und weitere Ornamente aus dem Regence in den neuen Stil. „Die einschneidendste, da strukturelle Veränderung ist jedoch die Umkehrung des Verhältnisses zwischen Ornamentmotiv und Rahmen“.
Das Ornament dekorierte in der Folge nicht mehr bloß den Korpus von Rahmen, Konsolen oder Füllungen, sondern gestaltete diese selbst aus. Der herausragende Kaminsspiegelaufsatz im Würzburger Audienzzimmer veranschaulicht ebendies: Er ist vollständig aus Ornament und frei bewegten Rocailleformen gebildet.
Die schier überbordende Vielfalt an ineinander fließenden Motiven zeugt von einem großen schöpferischen Potenzial dieses außerordentlichen Künstlers.
In seinen späteren Jahren zeigten seine Arbeiten nie wieder jenen filigranen und an Ideen schier überquellenden, imposanten sowie expressiven Charakter des Audienzzimmers. Die Supraporten, die Spiegeltrumeaux an der Fensterseite des Audienzzimmers der Residenz Würzburg und vor allem der diese nochmals überstrahlende Kaminspiegelaufsatz haben glücklicherweise das Kriegsbombardement von 1945 unbeschädigt überstanden. Sie sind Zeugnisse von einer außerordentlichen, unerreichten künstlerischen Erfindungsgabe und ebensolcher handwerklichen Qualität.
Ferdinand Hundt ist in der Residenz Würzburg noch bis 1746 mit Rechnungen nachweisbar, allerdings nicht mit konkreten Arbeiten. Als letzte Würzburger Arbeit sind ihm die im Jahr 1746 entstandenen und sehr gut erhaltenen Kirchenbänke der Schlosskirche nachgewiesen. Die Qualität der geschnitzten Seitenwände wird aber als seinen anderen Arbeiten nicht ebenbürtig beschrieben. Dennoch zeigen deren in Eiche geschnitzte Seitenwangen ein anspruchsvoll gestaltetes Ornament mit eleganter räumlicher Tiefe. Weitere Arbeiten Hundts für Kirchenräume sind ansonsten bisher nicht bekannt geworden.
Vor seinem durch Balthasar Neumann vermittelten Wechsel nach Bruchsal in die Dienste des Fürstbischofs von Hutten ab November 1751 war Hundt dann spätestens ab Anfang 1750 für Schloss Seehof in Memmelsdorf bei Bamberg tätig. Er trat hier in die Dienste des Fürstbischofs von Bamberg, Johann Philipp Anton von und zu Franckenstein (1746–53).
Ferdinand Hundt fertigt für Schloss Seehof einige Ausstattungsstücke innerhalb des Corps de Logis an, welche zu den herausragendsten Schnitzmöbeln des deutschen Rokoko gezählt werden. Hierzu zählen die Kaminspiegel- und Supraportenrahmen im Weißen Saal, die Jahreszeitentische, der Konsoltisch mit Jagdemblemen, die Supraportenrahmen im Schlafzimmer und Audienzzimmer sowie die berühmte Treillage-Garnitur.
Wohl auf Vermittlung Balthasar Neumanns hin kam Ferdinand Hundt dann in Bruchsal in die Dienste des Speyerer Fürstbischofs Franz Christoph von Hutten und wird dort erstmals auch als „Hofschreiner“ geführt. Zeitgleich mit ihm waren im Bruchsaler Schloss eine ganze Reihe herausragender Künstler tätig, die sich unter Balthasar Neumann bereits in Würzburg bewährt hatten und nun für die Ausstattung der Festräume sowie der Paradezimmer beauftragt wurden. Hier sind der Stuckateur Johann Michael Feuchtmayer (1709–1772), der Freskomaler Johann Zick (1702–1762), dessen Sohn Januarius Zick (1730–1797), und zuletzt der Maler Johann Nikolaus Treu (1734–1786) zu nennen, die Schloss Bruchsal zu einem Juwel des Barock ausgestalteten.
Ferdinand Hundt ist in dieser Zeit zuständig für die wandfeste Ausstattung, für Türfüllungen, zahlreiche Trumeauspiegelrahmen und wohl auch mehrere Konsoltische im Corps de Logis. Die Ausstattung all dieser Wohnräume von Schloss Bruchsal ging durch Bombeneinschläge und Brand Ende des Zweiten Weltkrieges fast vollständig verloren, da nur Weniges ausgelagert wurde. Von den wesentlichen Räumlichkeiten sind glücklicherweise noch rund vierhundert sehr gute Fotografien erhalten.